# Herta Bamert
Herta Bamert (Singen, 17 juni 1909 - Zürich, 20 juni 1996) was een Zwitserse danseres en balletlerares.

## Biografie

### Afkomst en opleiding
Herta Bamert was een dochter van Otto Bamert, intendant in Sint-Petersburg. In 1940 trouwde ze met Franz Roth, een ingenieur. Ze woonde tot 1919 in Rusland, waar ze privé-dansles kreeg. In 1924 vestigde ze zich in Zwitserland, waar ze balletles volgde bij Mario Volkart en een ritmisch seminarie bij Mimi Scheiblauer in Zürich. Vervolgens ging ze in Parijs in de leer bij Olga Preobrajenska en Boris Kniaseff.

### Carrière
Bamert was verbonden aan het stedelijk theater van Zürich en de balletopvoeringen van Trudi Schoop, met wie ze een tournee maakte door de Verenigde Staten. Ze voerde ook eigen voorstellingen op in zowel Zwitserland als Duitsland. In Zürich had ze diverse balletstudenten, eerst aan haar eigen school in Zürich en vervolgens aan het stedelijk theater en het conservatorium. In 1956 richtte ze in Zürich een balletacademie op, waar ze tot haar overlijden les zou geven en die ze tot dan zou leiden. Onder haar leerlingen bevonden zich onder meer Christina McDermot en Raimondo Fornoni.